# 建築進化論
建築進化論（けんちくしんかろん）とは、伊東忠太が明治42年（1909年）1月号の『建築雑誌』にて発表された論文「建築進化の原則より見たる我邦建築の進化」で展開されたものである。
日本建築の発展を様式、意匠について「進化」という言葉を用いて説明した。

## 概要
建築家、建築史家の伊東忠太が唱えた論。明治42年（1909年）1月号の『建築雑誌』にて発表された論文「建築進化の原則より見たる我邦建築の進化」で展開された。
「進化」という単語を用いているが、ダーウィンの唱えた生物学的な進化論や、スペンサーによる社会進化論による影響については否定的な説が多く、むしろ、
岡倉天心による日本美術論や辰野金吾による建築の進化という立場からの影響がみられる。明治の建築論壇や伊東忠太の建築作品に影響を及ぼすとされる。

## 内容

### 緒言
伊東忠太は明治期における近代日本の建築界を「明治以前の純粋の建築の形式が茲に終結を告げて今や新しいスタイルがそれに代つて興らうとしてまだ興らない」と混沌とした無政府な状態とみなし、「過渡の時代即ち暗黒時代」とした。そのうえで、日本建築の将来について論じるとしている。

### 第一章「建築進化の原則」
建築進化の原則として、他に細則があることは認めつつ、以下の七項目を挙げている。
- 第一 建築は材料（肉体）と意匠（精神）とより成る
- 第二 材料は意匠を助成し、意匠は材料を改善し、相輔けて進化す
- 第三 建築意匠を司る最大勢力は宗教なり
- 第四 スタイルはスタイルを生ず、スタイルは故なくして発生又は死滅せず
- 第五 左の場合にはスタイルの変化を生ず
  - （甲）材料変化するとき
  - （乙）意匠変化するとき
  - （丙）強制的若しくは任意的に外部の影響を受くるとき
- 第六 スタイルの変化は左の形式に於て現はる
  - （甲）器械的混合
  - （乙）科学的融合
- 第七 スタイルの変化は突如になることなし若し材料の変更に由る場合には其間に所謂Succedaneum即ちSubstitutionの時代を生ず

### 第二章「材料編」
第一章で述べた原則に基づいて、材料と構造の観点から説く。
材料については、天然物から、泥あるいは土、石、木材またその他植物から造られるとしている。
さらに、「第一期：原始時代、第二期：木材時代、第三期：木石混合時代、第四期：石材時代、第五期：鉄材時代」として様式の観点から建築の分類を行っている。
伊東忠太は、日本建築を「日本は木材から起て今日まで石材に進化しないでいる世界唯一の除外例」であるとして、時代分類の第二期であり、近代からそれ以降の期に進化するとしている。

### 第三章「意匠編」
建築を意匠の観点から「西洋系」「東洋系」「古代系」に分類している。そして、意匠、建築スタイルの変遷を進化主義、折衷主義、帰化主義と捉え、進化主義をとるように論じている。
進化主義は、生物の進化のように自然と建築が発達し善悪邪正の判断を行う能力があるとしている。折衷主義については、オリジナリティーの観点から否定している。
帰化主義については、国の滅亡時や劣等民族が優等民族に心酔した時に起こる現象として厳しい評価を与えている。
伊東忠太は西洋建築に肯定的、東洋建築に否定的であり、日本建築に対して革新性を求めた。

### 第四章「日本建築の既往と現状」
第二章の分類より、近代以前の日本建築を「木材本位」とみなしている。
建築スタイルについては、明治以前は神道建築と仏教建築であったとして、今後は公共建築時代になるとしている。

### 第五章「日本建築の将来」
様式成立には時代の動向が個人よりも重要と説き、欧化主義に陥ることを厳しく批判したうえで、建築のスタイルは「自ら秩序的に進化して出来た」として必然的に進化主義をとるべきであるとまとめている。

## 影響
建築進化論は、明治期の建築をめぐる言説が活発化しているなかで発表された。
伊東忠太の作品への影響として、「神社建築の形式は一定するべき者なりや」があげられる。そこでは、従来の神社建築にみられた木造建築だけではなく、石材や煉瓦による造形も認めている。
しかしながら、明治神宮の社殿をめぐっての論争後は保守的な立場に転じた。その後の作品において、進化主義を直接唱えることはなかったが、築地本願寺など独特の作品を残した。													